# × Leucomoza
× Leucomoza là một chi xương rồng đơn loài thuộc họ Xương rồng gồm các loài lại giữa Denmoza và Leucostele. Loài duy nhất thuộc họ này là × Leucomoza roseiflora, là kết quả của lai tạo tự nhiên giữa Denmoza rhodacantha × Leucostele atacamensis.

## Phân bố
× Leucomoza roseiflora được tìm thấy ở Salta, Argentina.